# 和田宗実
和田 宗実（わだ むねざね、生没年不詳）は、鎌倉時代初期の武将。通称は三郎。

## 経歴・人物
治承・寿永の乱では源範頼に従い、西海に出陣し平氏と戦う。
文治5年（1189年）の奥州合戦に出陣。建久元年（1190年）と同6年（1195年）の頼朝上洛にも従う。建久3年（1192年）には軍功を賞され越後国奥山荘の地頭となる。
男子がなかった宗実の娘婿で、甥の高井重茂（兄の義茂の子）が宗実の後を継いだが、建暦3年（1213年）の和田合戦において和田一族の中でただ1人北条方に付き、従兄弟の朝比奈義秀に討たれている。